# Curcuma coerulea
Curcuma coerulea là một loài thực vật có hoa trong họ Gừng. Loài này được Karl Moritz Schumann mô tả khoa học đầu tiên năm 1904.

## Từ nguyên
Tính từ định danh coerulea (cách viết khác: caerulea, giống đực: coeruleus/caeruleus, giống trung: coeruleum/caeruleum) là tiếng Latinh, nghĩa là màu xanh lam hay xanh da trời (thiên thanh), ở đây là nói tới hoa màu xanh lam của nó (floribus coeruleis).

## Phân bố
Loài này được tìm thấy ở Thượng Myanmar, tại Fort Stedman (nay là Maing Thauk, phía đông bắc hồ Inle, khoảng 20 km về phía tây nam Taunggyi, thủ phủ bang Shan, đông bắc Myanmar.

## Mô tả
Lá thẳng-hình mác, thu nhỏ dần, đỉnh nhọn, đáy hẹp, cả hai mặt có lông gần như lông măng, màu xanh lục, dài 15 cm, rộng 2,5 cm. Cụm hoa bông thóc hình trụ hẹp, rậm, dài 15 cm, đường kính 2,5 cm; lá bắc hoa được bao quanh ở dưới, dài 4 cm, hơi tù, nhẵn nhụi; lá bắc vô sinh ít màu; bầu nhụy nhẵn nhụi; đài hoa dài 7 mm, nhọn, 3 răng; ống tràng hoa khoảng 3 lần dài hơn, các thùy thuôn dài, nhọn, nhẵn nhụi; cánh môi màu xanh lam.